# Tetris Attack
Tetris Attack è un puzzle game sviluppato da Intelligent Systems e pubblicato da Nintendo per Super Nintendo Entertainment System e Game Boy. Fa parte della Serie Puzzle League ed è la versione occidentale del giapponese Panel de Pon. Una versione giapponese di Tetris Attack è uscita con il nome di Yoshi no Panepon (ヨッシーのパネポン?) per Satellaview.
Tetris Attack ha personaggi ed ambientazioni tratti da Super Mario World 2: Yoshi's Island e benché usi il nome di Tetris ha poco a che vedere con il classico gioco russo.

## Storia
La storia si svolge su Yoshi's Island: Bowser ed i suoi tirapiedi hanno lanciato una maledizione su Yoshi ed i suoi amici. Giocando come Yoshi, il giocatore deve liberare i vari amici di Yoshi per poi procedere contro Bowser ed i suoi servi. Durante questa seconda fase, il giocatore può selezionare il personaggio da impersonare.

## Modalità di gioco
In Tetris Attack il giocatore ha a disposizione una grande griglia in cui si trovano dei blocchi colorati, come in Tetris. A differenza di quest'ultimo, però, i blocchi compaiono del basso riempiendo tutta una "riga" della griglia. Il giocatore deve rimuovere i blocchi accostandoli tra di loro in righe o colonne di almeno 3 con lo stesso colore. Con il passare del tempo, ci saranno sempre più blocchi ed il gioco finisce quando questi superano la parte superiore della griglia.
Il giocatore muove un cursore, con il quale seleziona il blocco decidendo di spostarlo a destra o sinistra (per accostarlo ad un altro blocco). Nel caso sopra il blocco spostato ci fossero altri blocchi, questi "cadrebbero" prendendo il posto di quello appena mosso. In questo modo, eliminando più blocchi contemporaneamente, è possibile fare delle combo, ottenendo più punti.
Tetris Attack ha diverse modalità:
- Vs. Mode: Il giocatore deve ottenere più punti rispetto al rivale, perdendo il più tardi possibile. Il rivale può essere sia il computer che un altro giocatore.
- Endless Mode: Il giocatore deve sopravvivere il più possibile, con i blocchi che si formano sempre più velocemente.
- Timed Mode: Il giocatore ha due minuti di tempo per ottenere un alto punteggio.
- Stage Clear Mode: Il giocatore deve eliminare solo blocchi sotto una certa linea.
- Puzzle Mode: Il giocatore ha un numero limitato di mosse per eliminare tutti i blocchi, che in questa modalità non si ricreano.

## Differenze rispetto aPanel de Pon
La musica di Tetris Attack è basata su Super Mario World 2: Yoshi's Island, ma con poche eccezioni (lo schermo di titolo ed il game over), i motivi sono arrangiamenti di quelli di Panel de Pon. Le musiche di Panel de Pon sono, inoltre, incluse dentro la rom di Tetris Attack ma inaccessibili.
L'originale musica di Panel de Pon fu composta da Masaya Kuzume. La musica proveniente da Yoshi's Island è stata curata da Yuka Tsujiyoko.
Tetris Attack a differenza di Panel de Pon usa le password per salvare, ed ha anche dei trucchi per impersonare i boss del gioco. Inoltre la IA di Tetris Attack è maggiore rispetto a quello di Panel de Pon.